# Janirella rotundifrons
Janirella rotundifrons är en kräftdjursart som beskrevs av Gamo 1982. Janirella rotundifrons ingår i släktet Janirella och familjen Janirellidae. Inga underarter finns listade i Catalogue of Life.